# MINT CONDITION
『MINT CONDITION』（ミント・コンディション）は、クレイジーケンバンド12枚目のアルバム。2010年8月11日に発売された。初回限定盤と通常盤の2形態で発売。初回限定盤には今年行われたツアー”MINT CONDITION 2010”大阪公演映像収録DVD付。

## 収録曲
作詞・作曲：横山剣（特記以外）／編曲：横山剣/小野瀬雅生（特記以外）

### CD
1. 1107 - album version -
西友KY2キャンペーンソング
2. Mint Condition　編曲：小野瀬雅生
3. シンガプーラ
4. Hong Kong Typhoon
5. Body Talk
6. Hideaway　作詞・作曲：横山剣/菅原愛子
7. eye catch - めくるめく世界 -
8. Revolution Pop
9. MOTTAINAI
テレビ愛知「3時のつボッ!」エンディングテーマ
10. 磨き　編曲：小野瀬雅生
11. ヨコスカン・ミラクル　編曲：小野瀬雅生
12. ステーション・ワゴン
13. Revolution Funk
14. eye catch - from editor -
15. 仮病　編曲：横山剣/小野瀬雅生/高橋利光
16. 漢江ツイスト
17. 無条件[3]
18. eye catch - negishi jocky club -
19. Merry Christmas 4 - 093
昼顔の別アレンジ。
20. シャンタン　作詞・作曲：横山剣/菅原愛子
21. 地層

### 初回限定盤DVD
DVD OMAKE!!!：OFFICIAL BOOTLEG LIVE DVD (MINT CONDITION 2010 at BIGCAT OSAKA 2010.6.18) 
1. メドレー Intro / 長者町ブルース
2. ハマ風
3. 零
4. メドレー Hong Kong Typhoon / 仮病 / シンガプーラ
5. リクエストコーナー(路面電車)
6. スージー・ウォンの世界
7. ガールフレンド
8. 1107 (MV) (LIVE VIDEO Ver.) (BONUS VIDEO TRACK)